# Antocha (Orimargula) australiensis
Antocha (Orimargula) australiensis is een tweevleugelige uit de familie steltmuggen (Limoniidae). De soort komt voor in het Australaziatisch gebied.